# Jean-Paul Parise
Jean-Paul Parise (ur. 11 grudnia 1941 w Smooth Rock Falls, zm. 7 stycznia 2015 w Prior Lake) – kanadyjski hokeista.

## Kariera
- Niagara Falls Flyers (1961–1962)
- Kingston Frontenacs (1962–1963)
- Minneapolis Bruins (1963–1965)
- Oklahoma City Blazers (1965–1967
- Boston Bruins (1965–1967)
- Toronto Maple Leafs (1967–1968)
- Rochester Americans (1967–1968)
- Minnesota North Stars (1967–1975)
- New York Islanders (1974–1978)
- Cleveland Barons (1977–1978)
- Minnesota North Stars (1978–1979)

Wychowanek Niagara Falls Flyers. Przez sezon występował w OHA, dwa sezony spędził grając w EPHL. Najdłużej bo aż przez 16. sezonów występował w NHL.

## Sukcesy

### Indywidualne
- zespół gwiazd NHL All-Star Game - 1970, 1973